# The Luck of the Irish (brano musicale)
The Luck of the Irish è un brano musicale di John Lennon & Yōko Ono, apparso sul loro doppio album Some Time in New York City del 1972. La canzone venne composta alla fine del 1971 ed era stata eseguita dal vivo dalla coppia nel corso di numerose manifestazioni di protesta ed apparizioni televisive prima della pubblicazione dell'album. Era stata programmata per essere il primo singolo estratto da Some Time in New York City insieme a Attica State come B-side ma l'uscita venne cancellata in favore di Woman Is the Nigger of the World. Alla sua uscita la canzone destò scalpore e venne parimenti criticata e derisa per i pesanti insulti rivolti da Lennon ai britannici nel testo e per l'incondizionato sostegno ai terroristi dell'IRA, assolti da ogni responsabilità.
Una versione acustica dal vivo del pezzo è stata successivamente inclusa in varie compilation postume di John Lennon.

## Il brano

### Testo e musica
The Luck of the Irish utilizza una melodia folk. All'epoca, Lennon e Yōko Ono credevano che la semplicità di una melodia folk avrebbe contributo a incoraggiare la gente a partecipare alla protesta. Il critico musicale Johnny Rogan descrisse l'arrangiamento della canzone come "in tempo di valzer". Il flauto suonato da Stan Bronstein fornisce un contrappunto melodico alla parte cantata. Rogan cita la parte di flauto presente nel pezzo come evidenza del fatto che esso nacque in origine come brano folk e solo successivamente divenne una canzone pop. I critici Ben Urish e Ken Bielen descrissero la musica un "piacevole ritmo cadenzato".
Nel testo, Lennon canta della difficile e travagliata storia dei rapporti tra Inghilterra ed Irlanda e dei contemporanei problemi politici nordirlandesi risultato del colonialismo inglese. Il titolo della canzone è ironico, in quanto Lennon canta che "The luck of the Irish" ("la fortuna degli irlandesi") è veramente pessima, e "se si ha la fortuna degli irlandesi" meglio "sperare di nascere inglese". L'espressione Luck of the Irish risale all'epoca dei cercatori d'oro del West, quando molti irlandesi emigrarono negli States in cerca di fortuna. Ma proprio a causa degli scarsi risultati degli stessi, la "fortuna degli irlandesi" divenne sinonimo di "sfortuna". L'orecchiabile melodia fornisce inoltre un contrasto ironico alle accuse di Lennon contro le atrocità britanniche, che comprendono lo stupro, la tortura e il genocidio. Il musicologo Walter Everett evidenzia la frase del testo che indica come gli inglesi "uccidano con Dio dalla loro parte", essere un riferimento a Bob Dylan, la cui canzone di protesta With God on Our Side del 1963 descrive lo stesso concetto parlando degli Stati Uniti che fanno tutte le loro guerre "in nome di Dio". Rogan porta a un ulteriore livello le somiglianze con Dylan, affermando che la strofa: « ...they kill with God on their side/Blame it all on the kids and the IRA/As the bastards commit genocide» (" ...uccidono con Dio dalla loro parte / incolpano di tutto i ragazzi e l'IRA / mentre i bastardi commettono un genocidio") combina i sentimenti di With God on Our Side con quelli espressi in un altro celebre brano del "Dylan politico", Masters of War.
Nella sezione mediana Yoko Ono esegue un controcanto incorporando molti luoghi comuni irlandesi quali leprechaun, trifogli e Pietra di Blarney mentre descrive un'immagine idilliaca dell'Irlanda "funestata" dall'interferenza britannica.

### Origine e storia
The Luck of the Irish è una delle due canzoni presenti in Some Time in New York City che trattano dell'allora problematica situazione politica nell'Irlanda del Nord. Mentre l'altra canzone "irlandese", Sunday Bloody Sunday, era stata scritta appositamente come reazione indignata alla "domenica di sangue" del 30 gennaio 1972, The Luck of the Irish venne invece composta nel novembre 1971, ispirata da una marcia di protesta alla quale Lennon aveva preso parte in agosto. Lennon voleva che le royalties della canzone fossero donate al NORAID, un'associazione benefica in favore degli irlandesi. Esistono nastri bootleg di Lennon che suona una versione preliminare della canzone a fine 1971. In questa versione iniziale, la melodia non è ancora quella definitiva e Lennon canta il ritornello che poi verrà cantato da Yōko Ono nelle versioni successive. Il 12 novembre 1971 John Reilly filmò la coppia mentre registrava ed eseguiva il brano nella loro casa al n. 105 di Bank Street nel Greenwich Village di New York.
I Lennon avevano pensato di far uscire The Luck of the Irish come primo singolo estratto da Some Time in New York City alla fine di febbraio o marzo 1972, e fu perfino assegnato un numero di catalogo al 45 giri, Apple 1846, prima che l'idea venisse cestinata in favore di Woman Is the Nigger of the World. Secondo il biografo di Lennon Jon Wiener, il singolo avrebbe dovuto avere in copertina una fotografia di John Lennon ritratto mentre cantava la canzone durante una manifestazione davanti agli uffici della British Overseas Airways Corporation di New York il 5 febbraio 1972. Secondo Wiener il 45 giri fu distribuito in copie promozionali a vari disc jockey, e l'uscita venne cancellata a seguito del loro responso negativo.

## Accoglienza
Il giornalista musicale Paul Du Noyer affermò che la combinazione delle "semplicistiche polemiche" di Lennon con i "luoghi comuni da turista" della Ono creano "più imbarazzo che intrattenimento". Il biografo John Blaney criticò il "cantato inespressivo" concludendo definendo il brano "impotente" e "un'aberrazione" per i canoni di Lennon. Chris Ingham derise l'utilizzo del termine "leprechaun" nella poetica accondiscendente della canzone, definita "sentimentale" e "pura propaganda politica". Lo scrittore Philip Norman trovò che i sentimenti espressi nella canzone fossero persino più estremi di quelli presenti in Sunday Bloody Sunday e paragonò il sarcasmo del pezzo a quello di Working Class Hero ma senza la stessa convinzione d'intenti e con un testo "pieno zeppo di cliché da canzone folk di protesta". Chip Madinger e Mark Easter descrissero The Luck of the Irish come "una canzoncina piacevole" ma criticarono aspramente la parte cantata da Yōko Ono, ed alcune frasi del testo ritenute "veramente orribili". Nel 1989, il giornalista Robin Denselow criticò il testo del brano definendolo "un insulto nei confronti di tutta la popolazione britannica". Wiener descrisse la canzone semplicemente "un fallimento". Secondo gli autori Roy Carr e Tony Tyler, il prestigio di Lennon in Inghilterra risentì notevolmente delle accuse di genocidio da lui espresse nel testo della canzone.

## Esecuzioni dal vivo
Lennon e Ono eseguirono per la prima volta dal vivo The Luck of the Irish alla manifestazione di protesta contro l'incarceramento di John Sinclair svoltasi il 10 dicembre 1971 alla Crisler Arena della University of Michigan di Ann Arbor. The Luck of the Irish fu la seconda delle quattro canzoni che la coppia eseguì durante la manifestazione, insieme a Attica State, Sisters, O Sisters e John Sinclair. Lennon suonò la chitarra acustica mentre Yoko Ono suonò le percussioni, e i due furono accompagnati sul palco da David Peel, Jerry Rubin e da vari altri musicisti di New York. Questa versione venne inclusa nelle compilation John Lennon Anthology e Acoustic.
Circa una settimana dopo, il 16 dicembre 1971, Lennon e Ono registrarono un breve estratto della canzone per la loro apparizione televisiva al The David Frost Show, mandata in onda il 13 gennaio 1972. La performance fu apparentemente una risposta a vari membri del pubblico che avevano criticato la solidarietà espressa dai Lennon nei confronti dei partecipanti alla rivolta nel carcere di Attica nella canzone Attica State, nel tentativo da parte della coppia di dimostrare che le loro composizioni esprimevano simpatia per chiunque.
I Lennon eseguirono The Luck of the Irish anche durante l'ultima puntata della loro settimana di conduzione del programma Mike Douglas Show in una performance registrata il 28 gennaio 1972 e teletrasmessa il 18 febbraio 1972. In questa esecuzione, Lennon e Ono suonano rispettivamente la chitarra elettrica e le percussioni. Per l'occasione, Lennon cambiò leggermente il testo del brano per riferirsi ai britannici con il termine "bummers" ("pessimi") invece di "bastards" ("bastardi"), così da venire incontro alle richieste dell'emittente televisiva, anche se mantenne comunque la parola "goddamn" ("maledizione"), che era stata anch'essa "tagliata" dai censori. Lennon effettuò un'ulteriore modifica alle parole del testo in questa performance, cantando che gli inglesi incolpano "i ragazzi, le chiese e l'IRA" per i problemi in Irlanda del Nord dove nella versione ufficiale su disco menzionava solo "i ragazzi e l'IRA." Prima dell'esibizione, John Lennon annunciò che i proventi derivanti dai diritti d'autore della canzone sarebbero stati donati alle associazioni in favore dei diritti civili in Irlanda del Nord.
In seguito, Lennon suonò The Luck of the Irish come forma di protesta contro i fatti della "Bloody Sunday" del 30 gennaio del 1972, quando il 1º Battaglione del Reggimento Paracadutisti dell'esercito britannico aprì il fuoco contro una folla di manifestanti per i diritti civili nella città di Derry, colpendone 26. L'esibizione ebbe luogo il 5 febbraio 1972 davanti agli uffici della British Overseas Airways Corporation a New York.

## Formazione
- John Lennon – Voce, chitarra
- Yōko Ono – Voce
- Wayne "Tex" Gabriel – Chitarra
- Stan Bronstein – Flauto
- Gary Van Scyoc – Basso
- Adam Ippolito – Pianoforte, organo
- Richard Frank Jr. – Batteria, percussioni
- Jim Keltner – Batteria